# Earl av Pembroke
Earl av Pembroke är en engelsk earltitel, knuten till grevskapet Pembrokeshire i västra Wales. Fram till 1400-talet har Pembroke Castle periodvis fungerat som säte eller förläning för earlen av Pembroke. Från 1500-talet, när den nuvarande greveätten adaldes, har i stället Wilton House nära Salisbury i Wiltshire varit stamgård.

## Historia

### Earl av Pembroke 1138–1220: de Clare
Titeln innehades första gången av Gilbert de Clare, som 1138 erhöll den av kung Stefan av Blois. Hans son Richard Strongbow (död 1176), spelade en framträdande politisk roll under Henrik II:s regering och var den, som tog initiativet till Irlands erövring. Det är oklart om Richard i formell mening tillträdde titeln, då kung Henrik II av England vägrade att erkänna den, men titeln har trots det fortsatt i släkten de Clare.
Vid Strongbows död ärvdes titeln av hans då treårige son Gilbert, som inte heller han tillträdde som earl. Vid hans död blev dock hans syster, Richard Strongbows dotter, grevinna av Pembroke i egen rätt. Hon behöll titeln till sin död.
1. Gilbert de Clare, 1:e earl av Pembroke (1100–1147)
2. Richard de Clare, 2:e earl av Pembroke (1130–1176)
3. Gilbert de Clare, 3:e earl av Pembroke (1173–1185)
4. Isabel de Clare, 4:e countess av Pembroke (1172–1220)

### Earl av Pembroke 1199–1245: Marshal
Isabel de Clare gifte sig 1189 med William Marshal, Englands ledande statsman under kung Johans tid och 1216 vald till regent under Henrik III:s omyndighet. Som Isabels make fungerade William de facto som earl av Pembroke till 1199, då han själv adlades med samma titel.
William efterträddes som earl i tur och ordning av sina fem söner, som samtliga saknade manliga och inom äktenskapet födda arvingar, varefter ätten utslocknade på svärdssidan. Tillgångarna fördelades då mellan William Marshals efterlevande döttrar, medan titeln återgick till kronan.
1. William Marshal, 1:e earl av Pembroke (1146–1219)
2. William Marshal, 2:e earl av Pembroke (1190–1231)
3. Richard Marshal, 3:e earl av Pembroke (cirka 1191–1234)
4. Gilbert Marshal, 4:e earl av Pembroke (avled 1241)
5. Walter Marshal, 5:e earl av Pembroke (cirka 1199–1245)
6. Anselm Marshal, 6:e earl av Pembroke (avled 1245, ätten utslocknad på svärdssidan)

### Earl av Pembroke 1247–1324: de Valence
När Henrik III av Englands halvbror, William de Valence, flyttade till England lät kungen gifta honom med Joan de Munchensi, barnbarn och arvtagare till den store William Marhsal. Han adlades också som earl av Pembroke. William de Valence stöttade Henrik III och prins Edvard mot Simon de Montfort i Andra baronkriget (Second Barons' War). Efter slaget vid Evesham 1265 fortsatte han att tjäna Henrik och därefter Edvard I.
Han efterträddes av sin äldste överlevande son, Aymer, som dock inte erkändes formellt som ny earl förrän hans mor avled 1307. Ätten utslocknade på svärdssidan när Aymer avled 1324. Pembroke College vid Universitetet i Cambridge grundades 1347 av Aymers änka, Marie de St Pol.
1. William de Valence, 1:e earl av Pembroke (cirka 1225–1296)
2. Aymer de Valence, 2:e earl av Pembroke (cirka 1275–1324, ätten utslocknad på svärdssidan)

### Earl av Pembroke 1339–1389: Hastings
Laurence Hastings, dottersonson till William de Valence, hade ärvt ätten de Valence land och tillgångar, och kom därför att adlas (eller erkännas adlig) som earl av Pembroke. Han efterträddes av sin son, och därefter sin sonson. Denne hade ingen avkomma, vilket ledde till att ätten utslocknade och titeln återgick till kronan 1389.
1. Laurence Hastings, 1:e earl av Pembroke (1319–1348)
2. John Hastings, 2:e earl av Pembroke (1347–1375)
3. John Hastings, 3:e earl av Pembroke (1372–1389, ätten utslocknad)

### Earl av Pembroke 1414–1447:Huset Plantagenet
Henrik IV av England lät adla sin fjärde son, Humphrey, som hertig av Gloucester och earl av Pembroke på livstid. Senare gjordes titlarna ärftliga, med förtydligandet att grevskapet Pembroke skulle övergå till William de la Pole, 1:e hertig av Suffolk om Humphrey saknade arvingar. Så blev också fallet.
1. Humphrey av Gloucester, 1:e earl av Pembroke (1390–1447, ätten utslocknad)

### Earl av Pembroke 1447–1450: Pole
William de la Pole ärvde titeln när Humphrey av Gloucester avled utan arvingar. Han anklagades för att ha förlorat Normandie i hundraårskriget, men dömdes aldrig formellt utan utvisades ur landet 1450. På resan ut ur landet mördades han. Ett flertal titlar och ämbeten återgick då till kronan, däribland earl av Pembroke. Hans son John de la Pole fick dock behålla titeln som hertig av Suffolk.
1. William de la Pole, 1:e earl av Pembroke (1447–1450, återgått till kronan)

### Earl av Pembroke 1452–1461, 1485–1495:Huset Tudor
När titeln för sjunde gången förlänades 1452 är det Henrik VI av Englands halvbror Jasper Tudor som erhåller grevskapet. Under Rosornas krig förlorar han titeln under de 24 år som Huset York regerar, men återvinner grevskapet 1485 och upphöjs av Henrik VII av England till hertig av Bedford.
1. Jasper Tudor, 1:e earl av Pembroke (cirka 1431–1995)

### Earl av Pembroke 1468––1479: Herbert
Jasper Tudor förlorade alltså titeln och sina privilegier under Huset Yorks regeringstid. Så småningom togs Tudor till fånga av yorkisterna, under den walesiske ädlingen sir William Herberts ledning. Som tack upphöjde kung Edvard IV sir William till earl av Pembroke. Han efterträddes av sin son, som dock återgav titeln till Edvard IV efter tio år, för att i stället utses till earl av Huntingdon.
1. William Herbert, 1:e earl av Pembroke (1423–1469)
2. William Herbert, 2:e earl av Pembroke (1451–1491, återlämnade titeln 1479)

### Earl av Pembroke 1479–1483:Huset York
Efter att kronan återfått titeln från William Herbert 1479, utsåg kungen sin kronprins, Edvard, prins av Wales, till ny earl av Pembroke. När prinsen tillträdde som Edvard V återgick titeln till kronan.
1. Edward Plantagenet, 1:e earl av Pembroke (1470–1483, återgick till kronan 1483)

När Lancasterpartiet vann Rosornas krig återkom Huset Tudor till Pembroke, genom att Jasper Tudor återfick titeln, och behöll den till sin död 1495.

### Markisinna av Pembroke 1532–1536: Boleyn

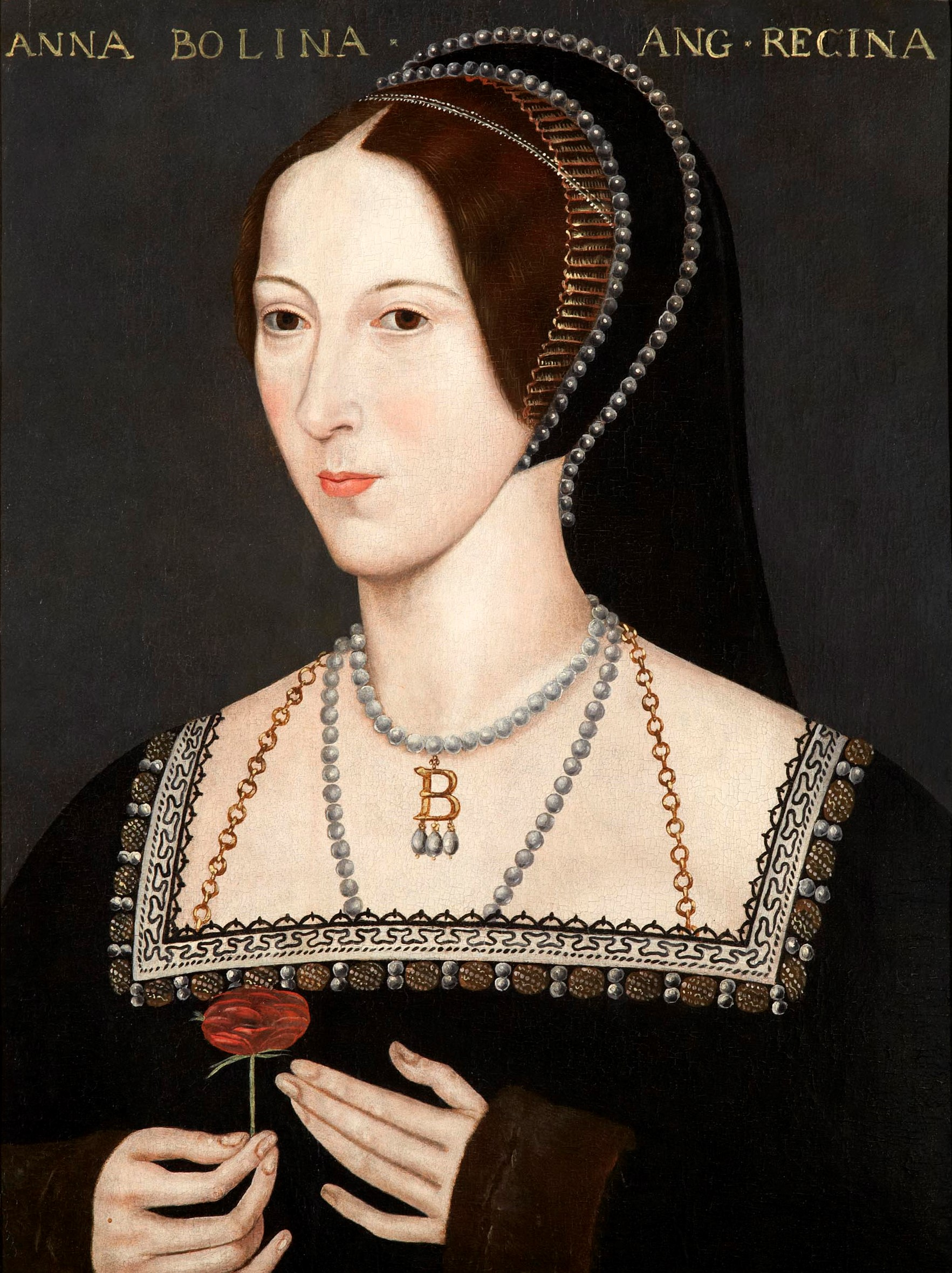
Anne Boleyn adlades som markisinna av Pembroke inför sitt äktenskap med Henrik VIII av England.

Den 1 september 1532, några månader före sitt bröllop med Henrik VIII av England, kreerades Anne Boleyn markisinna av Pembroke. Titeln skulle ärvas av hennes söner, för ovanlighetens skull utan krav på att de skulle vara födda inom äktenskapet. Titeln kom dock att återgå till kronan innan Boleyn födde några manliga arvingar, men det är oklart exakt när det skedde. De möjliga alternativen är att den återfördes genom Boleyns äktenskap med kungen den 28 maj 1533, när hon dömdes för högförräderi den 15 maj 1536, eller när hon avrättades den 19 maj samma år.
1. Anne Boleyn, 1:a markisinna av Pembroke, (cirka 1501–1536)

### Earl av Pembroke 1551–tills vidare: Herbert
Titeln återuppväcktes 1551 för Sir William Herbert, vars far var en oäkta son till William Herbert, 1:e earl av Pembroke (1423–1469). Han adlades som earl av Pembroke, baron Herbert av Cardiff, vilka sedan dess bevarats i ätten Herbert. 
Familjen var i huvudsak kopplad till hovet och makten fram till 1800-talet, med några undantag. Mary Sidney gifte sig med Henry Herbert, 2:e earl av Pembroke, och har som Countess Pembroke gått till historien som Englands första kvinnliga poet och översättare av lyrik. Hennes son, William Herbert, tredje earl av Pembroke, har fått Pembroke College vid Universitetet i Oxford uppkallat efter sig.
Philip Herbert, yngre bror till den tredje earlen, stod nära Jakob I av England, och adlades 1605 som earl av Montgomery och baron Herbert av Shurland. Hans bror avled utan manliga arvingar, och Philip ärvde därmed titeln earl av Pembroke och Baron Herbert av Cardiff. Sedan dess har släktens huvudman burit samtliga fyra titlar, med de två grevetitlarna som huvudsakligt namn.
Den sjätte earlen, William, avled utan att ha gift sig, därför fanns inga lagliga arvingar till titeln. Han efterträddes därför av sin bror, den sjunde earlen, Philip, ökänd för ett våldsamt beteende och två gånger utredd för mord: först 1677–78 och sedan 1680 för mordet på William Smeethe, stadsvakt i London. Även Philip avled barnlös, och efterträddes av ytterligare en bror, Thomas, som blev den åttonde earlen. Genom honom återställdes familjens koppling till hovet och rikets styre igen, och han tjänstgjorde bland annat som lordsigillbevarare, förste amiralitetslord, lordpresident och vicekung av Irland.
När Robert Herbert, tolfte earl av Pembroke, avled i Frankrike utan äkta söner som arvingar, efterträddes han av sin halvbror Sidney Herberts son George Herbert, som därmed förenade ytterligare en titel med de fyra tidigare. George Herbert efterträddes av sin yngre bror, Sidney Herbert d.y., 
Den nuvarande earlen (2021) är William Herbert, och hans fullständiga titlar är 18:e earl av Pembroke, 15:e earl av Montgomery, 18:e baron Herbert av Cardiff, 15:e baron Herbert av Shurland och 7:e barn Herbert av Lea. Titeln förväntas ärvas av hans äldsta son, Reginald (född 2012), som till dess bär titeln Lord Herbert.
1. William Herbert, 1:e earl av Pembroke (1501–1570)
2. Henry Herbert, 2:e earl av Pembroke (1534–1601)
3. William Herbert, 3:e earl av Pembroke (1580–1630)
4. Philip Herbert, 4:e earl av Pembroke, 1:e earl av Montgomery (1584–1649)
5. Philip Herbert, 5:e earl av Pembroke, 2:e earl av Montgomery (1621–1669)
6. William Herbert, 6:e earl av Pembroke, 3:e earl av Montgomery (1642–1674)
7. Philip Herbert, 7:e earl av Pembroke, 4:e earl av Montgomery (cirka 1652 – 1683)
8. Thomas Herbert, 8:e earl av Pembroke, 5:e earl av Montgomery (1656–1733)
9. Henry Herbert, 9:e earl av Pembroke, 6:e earl av Montgomery (1693–1750)
10. Henry Herbert, 10:e earl av Pembroke, 7:e earl av Montgomery (1734–1794)
11. George Herbert, 11:e earl av Pembroke, 8:e earl av Montgomery (1759–1827)
12. Robert Herbert, 12:e earl av Pembroke, 9:e earl av Montgomery (1791–1862)
13. George Herbert, 13:e earl av Pembroke, 10:e earl av Montgomery (1850–1895)
14. Sidney Herbert, 14:e earl av Pembroke, 11:e earl av Montgomery  (1853–1913)
15. Reginald Herbert, 15:e earl av Pembroke, 12:e earl av Montgomery (1880–1960)
16. Sidney Herbert, 16:e earl av Pembroke, 13:e earl av Montgomery (1906–1969)
17. Henry Herbert, 17:e earl av Pembroke, 14:e earl av Montgomery (1939–2003)
18. William Herbert, 18:e earl av Pembroke, 15:e earl av Montgomery (född 1978)

## Eftermäle
Flera institutioner och orter antas, på mer eller mindre goda grunder, ha fått sitt namn efter någon av grevarna Pembroke. Tydligast är spåren inom akademin, där Pembroke College, Cambridge (1347) och Pembroke College, Oxford (1624) fått sina namn efter Aymer de Valence respektive William Herbert, 3:e earl av Pembroke och universitetskansler. Från Cambridge har namnet också förts vidare till Pembroke College vid Brown University, Rhode Island, USA.
I USA finns orten Pembroke Pines i Florida, som ska ha fått sitt namn efter en earl av Pembroke som tidigt var landägare i Broward County. Pembroke, New Hampshire namngavs efter den nionde earlen. Även i Kanada återfinns släktens namn, där Pembroke, Ontario namngavs till minne av dåvarande kolonialministern Sidney Herbert, 1st Baron Herbert of Lea, yngre son till den elfte earlen och far till de trettonde och fjortonde earlarna. Som krigsminister gav samma Sidney Herbert också tillåtelse till att 1859 namnge Pembroke, Malta efter hans äldre bror, Robert Herbert, tolfte earl av Pembroke.

## Heraldiska vapen för grevarna av Pembroke 1138–2021

Ätten Marshals vapen.
Ätten de Valence vapen.
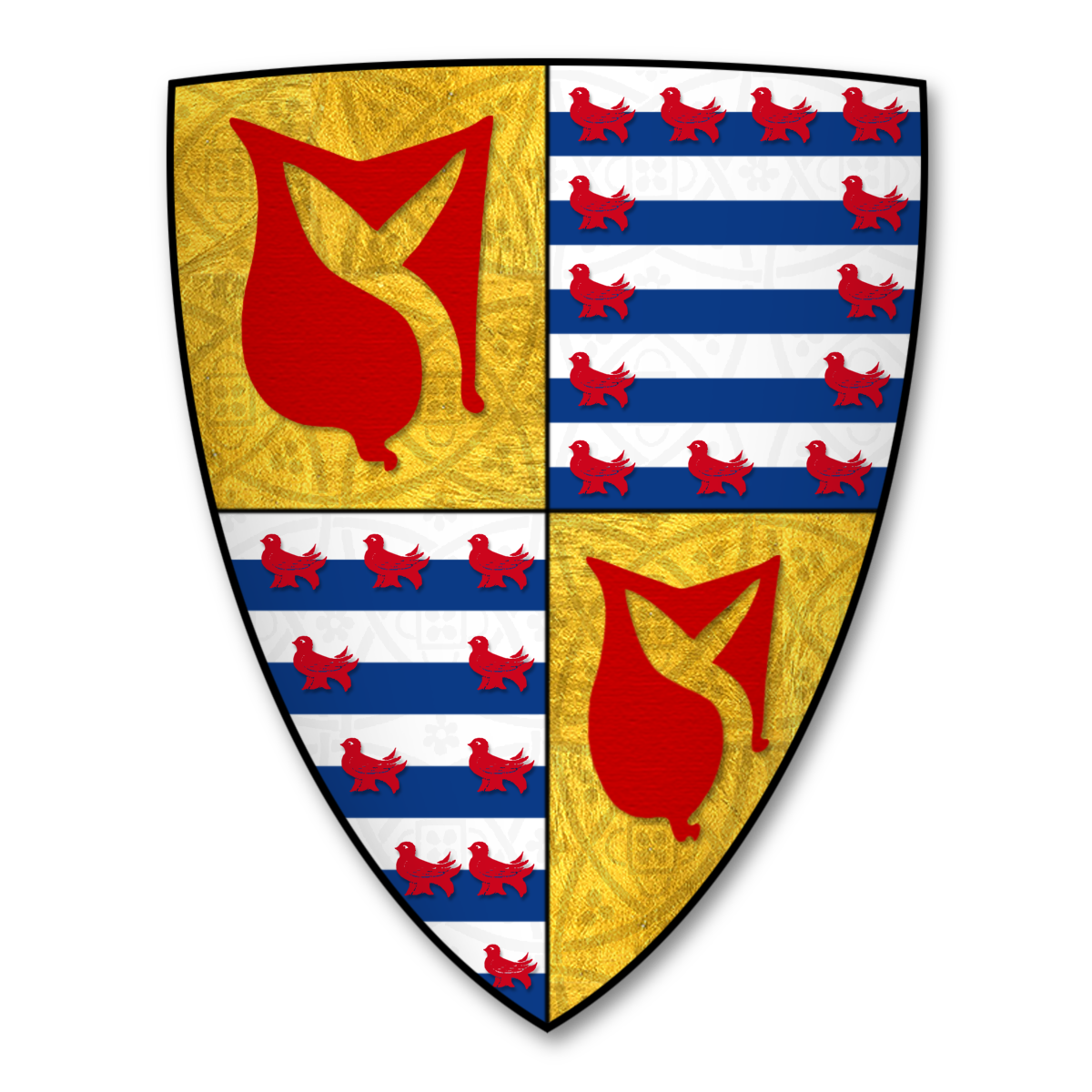
Ätten Hastings vapen.
Humphrey av Gloucesters vapen, baserat på Henrik IV:s vapen.
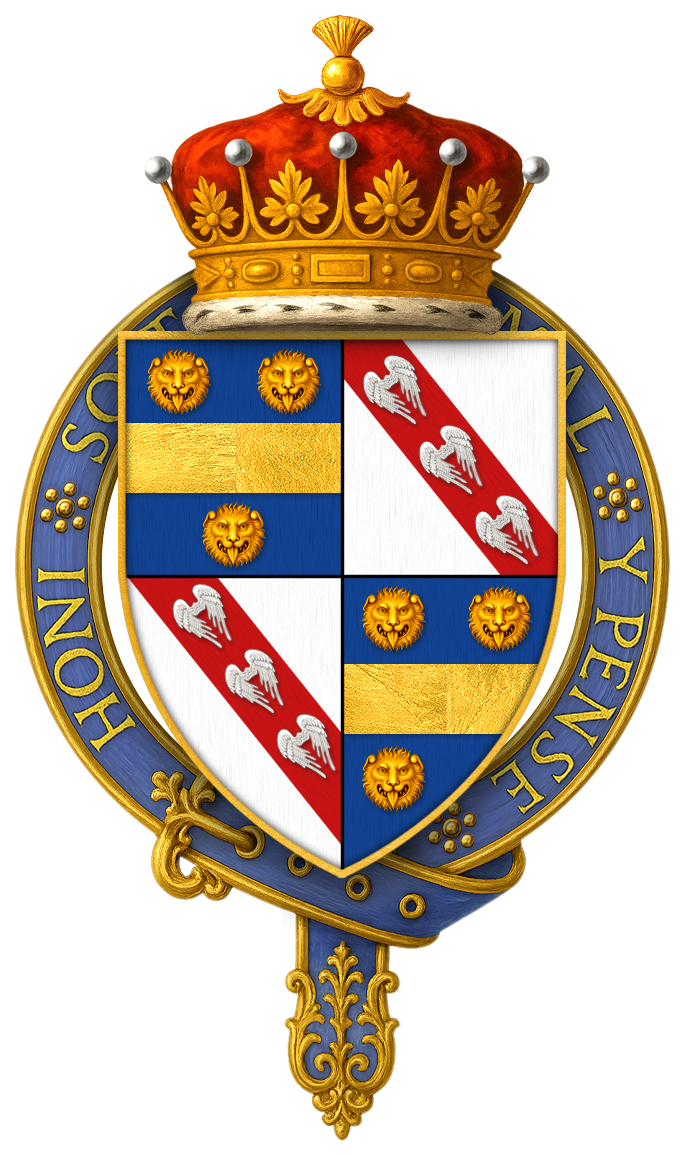
William de la Poles vapen.
Tudorättens vapen, så som de bars av Jasper Tudor, 1:e earl av Pembroke.
Ätten Herberts vapen.
Även som earl av Pembroke förde prins Edvard prinsen av Wales vapen.
Anne Boelyns vapen som drottning av England.
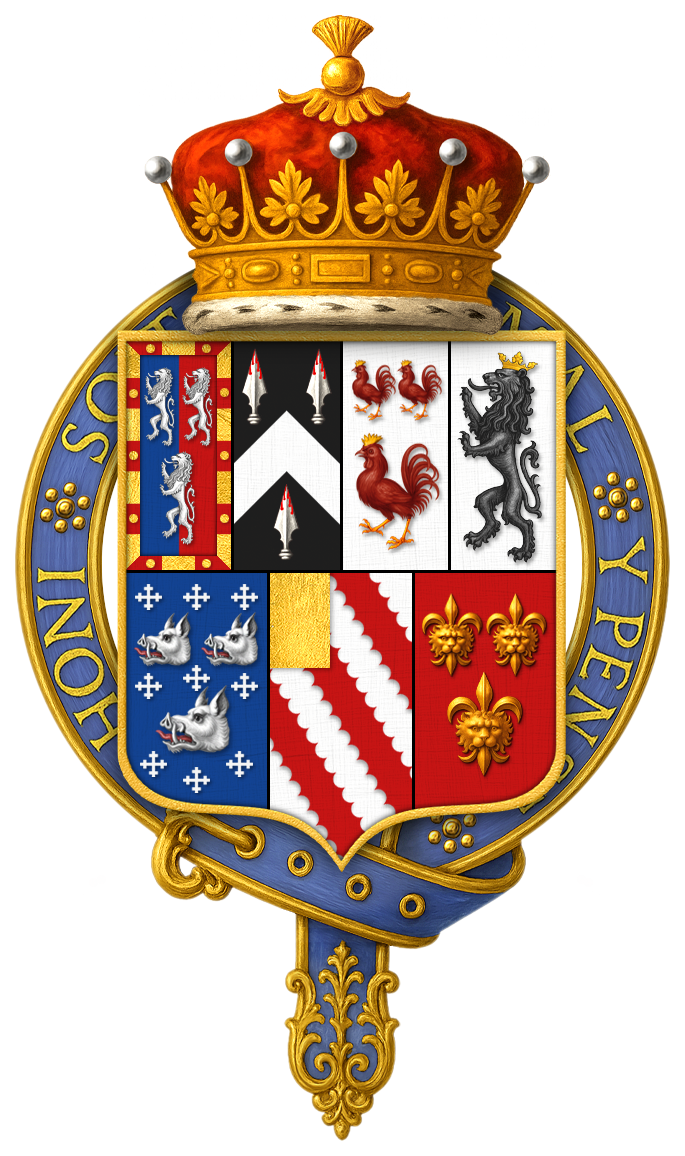
Vapen för William Herbert, 1:e earl av Pembroke (1501–1570).
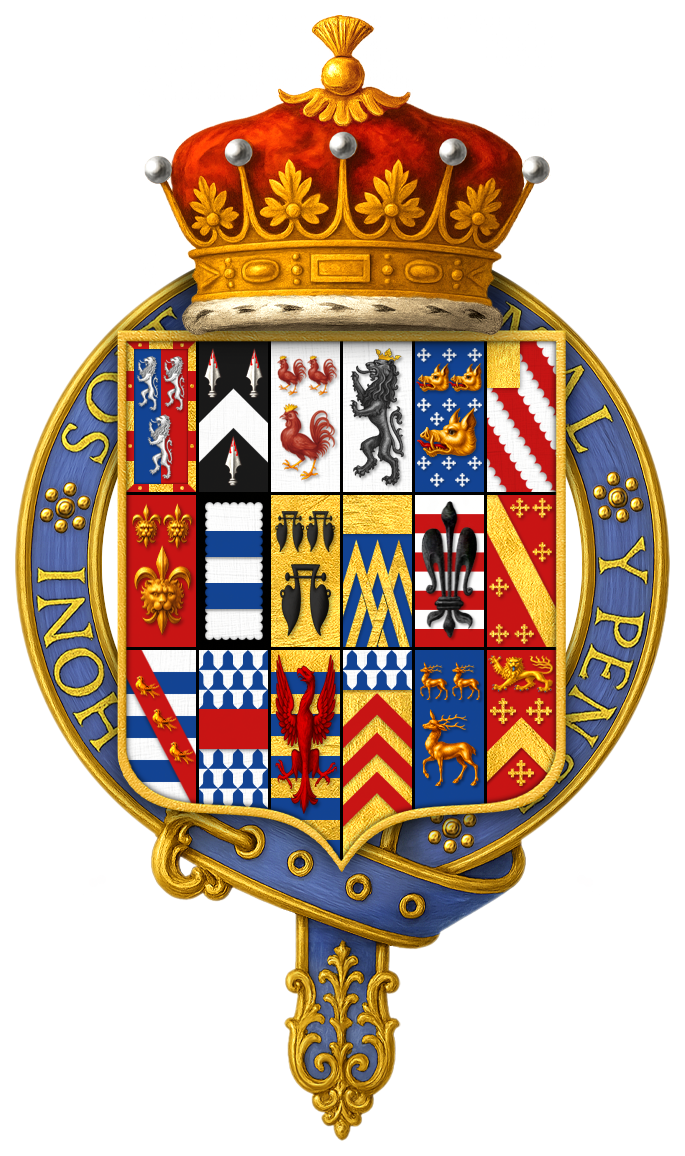
Vapen för Henry Herbert, 2:e earl av Pembroke.
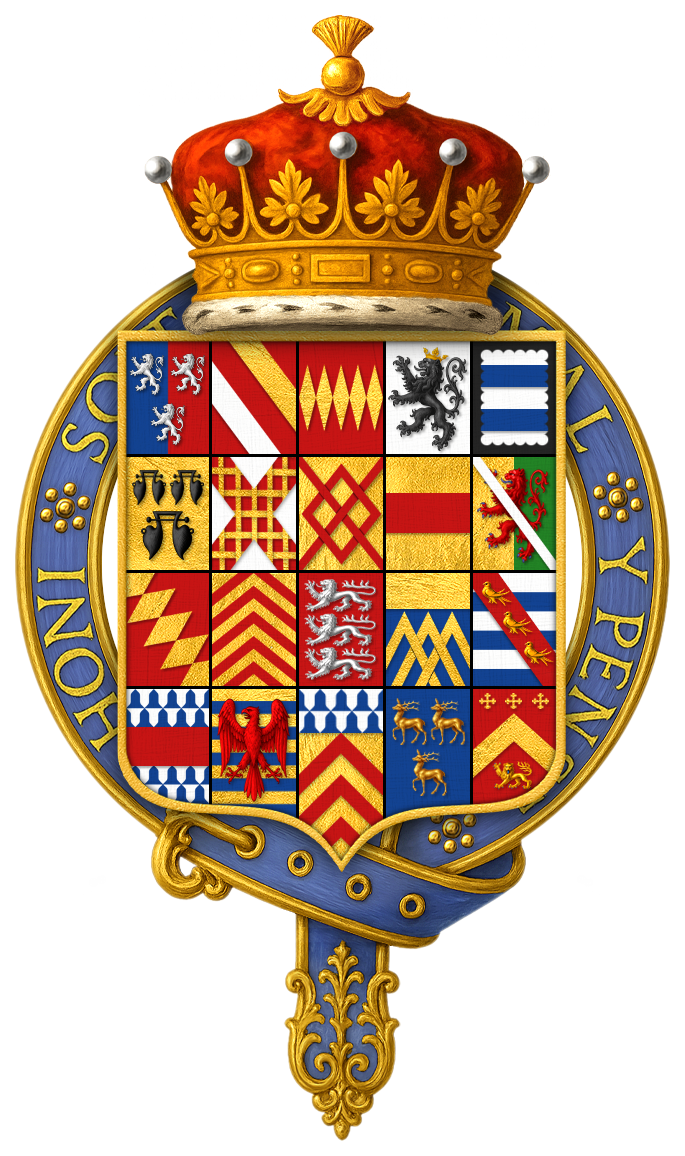
Vapen för William Herbert, 3:e earl av Pembroke.
Från cirka 1618 har ätten Herbert återtagit det vapen som bars av stamfadern William Herbert, 1:e earl av Pembroke (1423–1469).[4]